# Kelly Brook
Kelly Ann Parsons (Rochester, Kent; 23 de noviembre de 1979), conocida como Kelly Brook, es una modelo, actriz, diseñadora de trajes de baño y presentadora de televisión británica. Estuvo casada con Jason Statham entre 1997 y 2004.
En 2014 se filtraron en Internet fotos privadas de contenido sexual de Kelly y su entonces pareja, el actor David McIntosh, de la serie británica Gladiators. A raíz de estos sucesos, David escribió en Twitter: "Estoy tan feliz de que mi trasero desnudo haya traído alegría a muchos niños y niñas. Ahora voy a encontrar una manera de filtrar más, como mi deber para con la humanidad". Las imágenes privadas aparecieron por primera vez en línea un viernes por la noche y el ex 'Gladiador' estuvo involucrado en una disputa en Twitter con Kelly Brook después de su publicación.

## Filmografía
- Sorted (2000), Sarah
- Ripper (2001), Marisa Tavares
- Smallville (2001), Victoria Hardwick, 4 episodios
- Absolon (2003), Claire
- The Italian Job (2003), Lyle's Girlfriend
- School for Seduction (2004), Sophia Rosselini
- 9 extraños (House of 9) (2005), Lea
- Deuce Bigalow: European Gigolo (2005)
- Survival Island  (2005), Jennifer
- In the Mood (2006), Eva
- Marple (2006), 2x02 Miss Elsie Holland
- Fishtales (2007), Neried
- Piranha 3D (2010), Danny